# Clusia orthoneura
Clusia orthoneura là một loài thực vật có hoa trong họ Bứa. Loài này được Standl. mô tả khoa học đầu tiên năm 1940.

## Hình ảnh

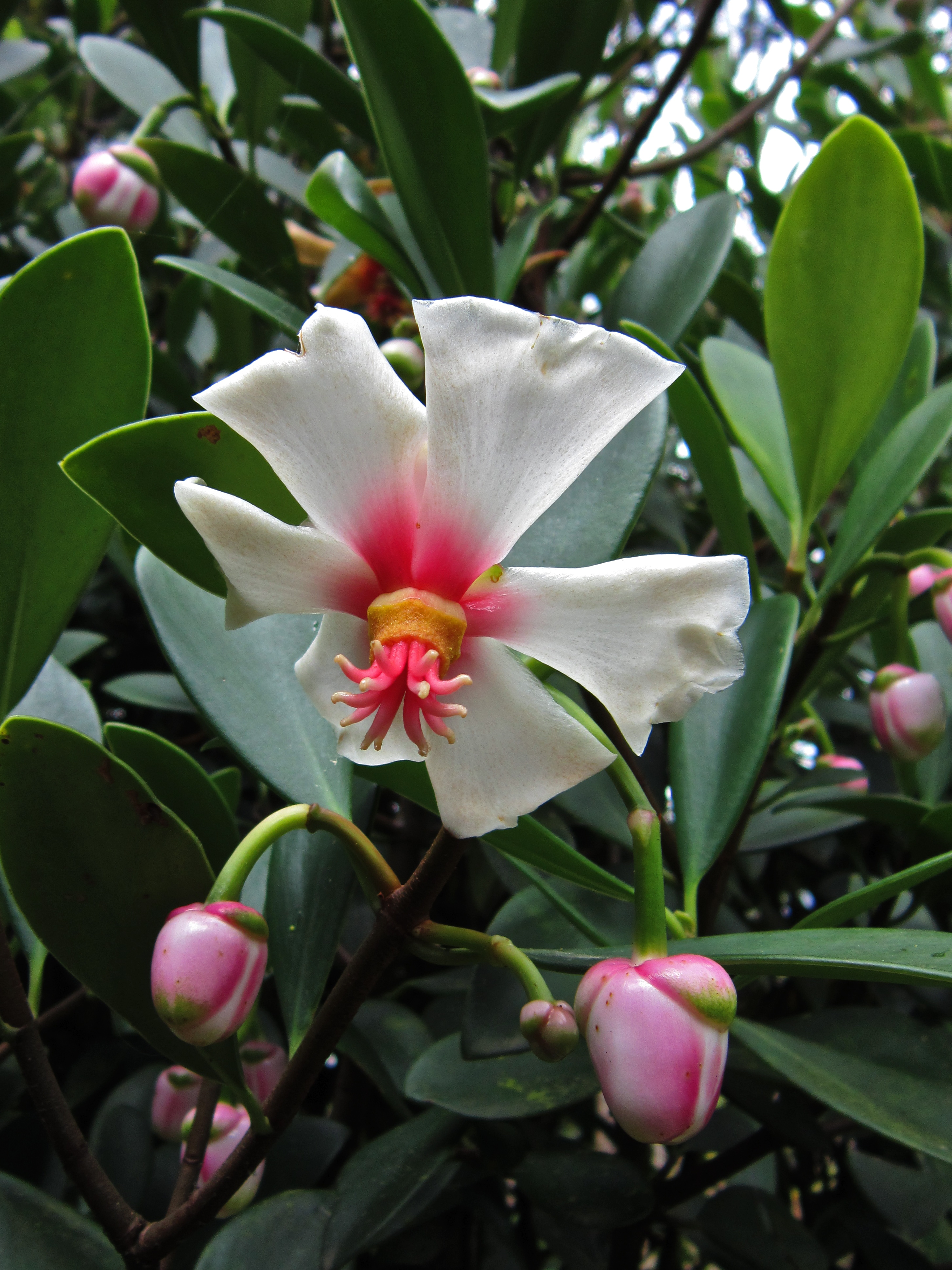